# Frederik Hendrikbrug
De Frederik Hendrikbrug is een brug in het Antwerpse havengebied van het Antwerpse district Berendrecht-Zandvliet-Lillo op de rechteroever van de Schelde. De brug ligt over het westelijk hoofd van de Zandvlietsluis, de toegang naar de Schelde.
De Frederik Hendrikbrug is een basculebrug met een verzonken tegengewicht. Er loopt ook een enkelsporige spoorlijn over de brug (spoorlijn 223A). Als deze brug openstaat voor het scheepvaartverkeer, kan het spoor- en wegverkeer de sluis nog steeds passeren langs de Zandvlietbrug aan het andere hoofd van de sluis.
De brug werd vernoemd naar de Frederik Hendrikschans, gelegen op de rechteroever van de Schelde, ten zuiden van Berendrecht. Het was een exterritoriale schans, die in 1628 gebouwd werd door het leger onder prins Frederik Hendrik (1584-1647). De schans had vier bolwerken en werd aan de noordzijde gedekt door een kroon- of hoornwerk. De schans werd in 1786 gesloopt.
Albertbrug · Asiabrug · Berendrechtbrug · Boudewijnbrug · Droogdokbrug · Farnesebrug · Frederik Hendrikbrug · Kattendijkbrug · Kempischebrug · Kruisschansbrug · Lefèbvrebrug · Lillobrug · Londenbrug · Luikbrug · Meestoofbrug · Melselebrug · Mexicobrug · Nassaubrug · Noorderlaanbrug · Noordkasteelbrug · Noordlandbrug · Oosterweelbrug · Oudendijkbrug · Petroleumbrug · Royersbrug · Siberiabrug · Straatsburgbrug · Van Cauwelaertbrug · Willembrug · Wilmarsdonkbrug · Zandvlietbrug · Ophaalbrug Merksem Groot Dok · Ophaalbrug Merksem Klein Dok